# Bruxelles-Ingooigem 1994
La Bruxelles-Ingooigem 1994, quarantasettesima edizione della corsa, si svolse il 15 giugno. Fu vinta dal belga Eric Van Lancker della squadra Wordperfect davanti ai connazionali Ludo Dierckxsens e Wim Omloop.

## Ordine d'arrivo (Top 10)
| Pos. | Corridore            | Squadra                         | Tempo    |
| ---- | -------------------- | ------------------------------- | -------- |
| 1    | Eric Van Lancker     | Wordperfect                     | 4h27'00" |
| 2    | Ludo Dierckxsens     | Saxon-Selle Italia              | a 11"    |
| 3    | Wim Omloop           | Lotto                           | s.t.     |
| 4    | Ludwig Willems       | MG Boys Maglificio-Technogym    | a 15"    |
| 5    | Frank Van Den Abeele | Lotto                           | a 45"    |
| 6    | Michel Van Haecke    | Lotto                           |          |
| 7    | Hendrik Redant       | ZG Mobili-Selle Italia          |          |
| 8    | Patrick Deneut       | Palmans-Renault                 |          |
| 9    | Koen Van Hullebosch  | Zetelhallen-Vosschemie-Bioracer |          |
| 10   | Joseph Boulton       | Trident-Schick                  |          |